# Kandija híd
A Kandija híd (szlovén nyelven: Kandijski most), másik közismert nevén az Öreg híd (Stari most), vasszerkezetű híd Novo mestóban, Szlovéniában. A híd a Krka folyó bal partján elhelyezkedő régi városmagot köti össze, Kandijával, amely Novo mesto régi külvárosa a folyó jobb partján. A híd a település főterének alsóbb részén helyezkedik el. A hidat 1898-ban építették, hogy felváltsák vele a régi 1600-as évekből származó fahidat, amely pár tíz méterrel arrébb feküdt. A hidat 1898. november 23-án adták át. A szegecselt szerkezetű vasszerkezet 75 méteres fesztávolságával egyedülálló Szlovéniában. 1992-ben a szerkezetet védetté nyilvánították. 1977-ben, 1996-ban és 2009-ben a híd felújításokon esett át.

## Fordítás
Ez a szócikk részben vagy egészben  a   Kandija Bridge című angol Wikipédia-szócikk ezen változatának fordításán alapul.  Az eredeti cikk szerkesztőit annak laptörténete sorolja fel. Ez a jelzés csupán a megfogalmazás eredetét és a szerzői jogokat jelzi, nem szolgál a cikkben szereplő információk forrásmegjelöléseként.